# Olympische Winterspiele 2018/Eishockey (Frauen)
Das Eishockeyturnier der Frauen bei den Olympischen Winterspielen 2018 in Pyeongchang fand vom 10. bis zum 22. Februar – so wie bei den Spielen in Sotschi – mit acht Nationalmannschaften statt. Die Partien wurden im Kwandong Hockey Centre (koreanisch: 가톨릭 관동대학교 아이스하키II 경기장) ausgetragen, das 6.000 Zuschauer fasst. Die Halbfinal- sowie das Finalspiel fand dagegen im 10.000 Zuschauer fassenden Gangneung Hockey Centre (koreanisch: 강릉 아이스하키I 경기장) statt. Beide Stadien befinden sich in der Küstenstadt Gangneung.
Die Goldmedaille sicherte sich die USA, die im Finale den vierfachen Olympiasieger Kanada mit 3:2 im Penaltyschießen bezwangen. Es war der erste Goldmedaillengewinn für die Vereinigten Staaten seit den Olympischen Winterspielen 1998 in Nagano. Den dritten Platz und damit die Bronzemedaille erreichte Finnland.

## Qualifikation
Für das Turnier qualifizierten sich die Gastgeber aus Südkorea, sowie die ersten fünf Nationen der IIHF-Weltrangliste nach Abschluss der Weltmeisterschaft 2016 und zwei weitere Teilnehmer, die in Qualifikationsturnieren ausgespielt werden.
Als Gastgeber automatisch teilnahmeberechtigt:
- Korea (gemeinsame Mannschaft bestehend aus nord- und südkoreanischen Sportlerinnen)[1]

Als beste fünf Mannschaften der IIHF-Weltrangliste 2016 qualifizierten sich:
- USA
- Kanada
- Finnland
- Olympische Athleten aus Russland (qualifiziert als  Russland)
- Schweden

Über die sieben Qualifikationsturniere qualifizierten sich zwei weitere Mannschaften:
- Japan
- Schweiz

## Modus
Die acht Teams des olympischen Eishockeyturniers wurden in der Vorrunde in zwei Gruppen zu je vier Mannschaften eingeteilt. Dabei setzten sich die zwei Gruppen nach den Platzierungen der Nationalmannschaften in der IIHF-Weltrangliste nach der Weltmeisterschaft 2016 nach folgendem Schlüssel zusammen:
Die Mannschaften auf den Plätzen 1 bis 4 der Weltrangliste befanden sich in der Gruppe A, während Platz 5 und Gastgeber Korea in Gruppe B gesetzt waren. Ergänzt wurde die Gruppe B durch die beiden Sieger der Qualifikationsgruppen.
| Gruppe A                             | Gruppe B     |
| USA (1)                              | Schweden (5) |
| Kanada (2)                           | Schweiz (6)  |
| Finnland (3)                         | Japan (7)    |
| Olympische Athleten aus Russland (4) | Korea (23)   |

Innerhalb der Gruppen spielten die Mannschaften zunächst nach dem Modus Jeder-gegen-Jeden, sodass jede Mannschaft zunächst drei Spiele bestritt. Die beiden Erstplatzierten der höhergesetzten Gruppe A qualifizierten sich direkt für das Halbfinale, während der Dritt- und Viertplatzierte der Gruppe A sowie die beiden Erstplatzierten der Gruppe B im Viertelfinale gegeneinander spielten. Die Sieger der Halbfinalspiele traten anschließend im Finale um die Gold- und Silbermedaille an und die Verlierer der Halbfinalspiele im Spiel um Platz 3 um die Bronzemedaille. Die Verlierer der beiden Viertelfinalspiele spielten mit den beiden Tabellenletzten der Gruppe B um die Plätze 5 bis 8.

## Austragungsorte
| \| Gangneung \|             |
| Austragungsort des Turniers |
| Gangneung                   |

| Gangneung |

## Vorrunde

### Gruppe A
| 11. Februar 2018 16:40 Uhr (Ortszeit) | 11. Februar 2018 8:40 Uhr (MEZ) | Finnland V. Hovi (19:54) | 1:3 (1:0, 0:2, 0:1) Spielbericht | USA M. Lamoureux-Morando (28:58) K. Coyne (31:29) D. Cameranesi (59:47) | Kwandong Hockey Centre, Gangneung Zuschauer: 4.032 |

| 11. Februar 2018 21:10 Uhr | 11. Februar 2018 13:10 Uhr | Kanada R. Johnston (21:55) H. Irwin (24:13) M. Daoust (35:58) R. Johnston (48:41) M. Daoust (50:44) | 5:0 (0:0, 3:0, 2:0) Spielbericht | Olympische Athleten aus Russland | Kwandong Hockey Centre, Gangneung Zuschauer: 3.912 |

| 13. Februar 2018 16:40 Uhr | 13. Februar 2018 8:40 Uhr | Kanada M. Agosta (0:35) M.-P. Poulin (17:11) M. Daoust (28:19) J. Saulnier (38:26) | 4:1 (2:0, 2:0, 0:1) Spielbericht | Finnland R. Välilä (47:17) | Kwandong Hockey Centre, Gangneung Zuschauer: 3.879 |

| 13. Februar 2018 21:10 Uhr | 13. Februar 2018 13:10 Uhr | USA K. Bellamy (8:02) J. Lamoureux-Davidson (31:46) J. Lamoureux-Davidson (31:52) G. Marvin (34:38) H. Brandt (58:23) | 5:0 (1:0, 3:0, 1:0) Spielbericht | Olympische Athleten aus Russland | Kwandong Hockey Centre, Gangneung Zuschauer: 3.797 |

| 15. Februar 2018 12:10 Uhr | 15. Februar 2018 4:10 Uhr | USA K. Coyne (40:23) | 1:2 (0:0, 0:2, 1:0) Spielbericht | Kanada M. Agosta (27:18) S. Nurse (34:56) | Kwandong Hockey Centre, Gangneung Zuschauer: 3.885 |

| 15. Februar 2018 16:40 Uhr | 15. Februar 2018 8:40 Uhr | Olympische Athleten aus Russland A. Schochina (44:50) | 1:5 (0:1, 0:2, 1:2) Spielbericht | Finnland M. Karvinen (17:47) M. Karvinen (20:20) R. Välilä (39:08) M. Tuominen (52:49) P. Nieminen (55:33) | Kwandong Hockey Centre, Gangneung Zuschauer: 3.353 |

| Pl. |                                  | Sp | S | OTS | OTN | N | Tore  | Punkte |
| 1.  | Kanada                           | 3  | 3 | 0   | 0   | 0 | 11:02 | 9      |
| 2.  | USA                              | 3  | 2 | 0   | 0   | 1 | 09:03 | 6      |
| 3.  | Finnland                         | 3  | 1 | 0   | 0   | 2 | 07:08 | 3      |
| 4.  | Olympische Athleten aus Russland | 3  | 0 | 0   | 0   | 3 | 01:15 | 0      |

Abkürzungen: Pl. = Platz, Sp = Spiele, S = Siege, OTS = Siege nach Verlängerung (Overtime) oder Penaltyschießen, OTN = Niederlagen nach Verlängerung oder Penaltyschießen, N = Niederlagen

Erläuterungen: Qualifikant für das Halbfinale, Qualifikant für das Viertelfinale

### Gruppe B
| 10. Februar 2018 16:40 Uhr (Ortszeit) | 10. Februar 2018 8:40 Uhr (MEZ) | Japan R. Ukita (36:52) | 1:2 (0:1, 1:0, 0:1) Spielbericht | Schweden F. Rask (2:21) S. Hjalmarsson (41:53) | Kwandong Hockey Centre, Gangneung Zuschauer: 3.762 |

| 10. Februar 2018 21:10 Uhr | 10. Februar 2018 13:10 Uhr | Schweiz A. Müller (10:23) A. Müller (11:24) A. Müller (19:48) A. Müller (21:26) P. Stänz (22:21) P. Stänz (37:19) L. Stalder (49:42) L. Stalder (51:48) | 8:0 (3:0, 3:0, 2:0) Spielbericht | Korea | Kwandong Hockey Centre, Gangneung Zuschauer: 3.606 |

| 12. Februar 2018 16:40 Uhr | 12. Februar 2018 8:40 Uhr | Schweiz S. Benz (30:19) S. Benz (33:10) A. Müller (44:27) | 3:1 (0:0, 2:0, 1:1) Spielbericht | Japan H. Kubo (47:33) | Kwandong Hockey Centre, Gangneung Zuschauer: 4.033 |

| 12. Februar 2018 21:10 Uhr | 12. Februar 2018 13:10 Uhr | Schweden M. Nylén Persson (4:00) E. Lundberg (9:47) J. Fällman (10:17) E. Udén Johansson (17:04) P. Winberg (24:08) E. Nordin (41:09) P. Winberg (41:45) R. Stenberg (45:34) | 8:0 (4:0, 1:0, 3:0) Spielbericht | Korea | Kwandong Hockey Centre, Gangneung Zuschauer: 4.244 |

| 14. Februar 2018 12:10 Uhr | 14. Februar 2018 4:10 Uhr | Schweden A. Borgqvist (47:35) | 1:2 (0:0, 0:1, 1:1) Spielbericht | Schweiz A. Müller (33:51) P. Stänz (51:28) | Kwandong Hockey Centre, Gangneung Zuschauer: 3.545 |

| 14. Februar 2018 16:40 Uhr | 14. Februar 2018 8:40 Uhr | Korea R. Griffin (29:31) | 1:4 (0:2, 1:0, 0:2) Spielbericht | Japan H. Kubo (1:07) S. Ono (3:58) S. Koike (51:42) R. Ukita (58:33) | Kwandong Hockey Centre, Gangneung Zuschauer: 4.110 |

| Pl. |          | Sp | S | OTS | OTN | N | Tore  | Punkte |
| 1.  | Schweiz  | 3  | 3 | 0   | 0   | 0 | 13:02 | 9      |
| 2.  | Schweden | 3  | 2 | 0   | 0   | 1 | 11:03 | 6      |
| 3.  | Japan    | 3  | 1 | 0   | 0   | 2 | 06:06 | 3      |
| 4.  | Korea    | 3  | 0 | 0   | 0   | 3 | 01:20 | 0      |

Abkürzungen: Pl. = Platz, Sp = Spiele, S = Siege, OTS = Siege nach Verlängerung (Overtime) oder Penaltyschießen, OTN = Niederlagen nach Verlängerung oder Penaltyschießen, N = Niederlagen

Erläuterungen: Qualifikant für das Viertelfinale

## Finalrunde
|  | Viertelfinale | Viertelfinale                    | Viertelfinale |  |  | Halbfinale | Halbfinale                       | Halbfinale |  |    | Finale           | Finale                           | Finale           |
|  |               |                                  |               |  |  |            |                                  |            |  |    |                  |                                  |                  |
|  |               |                                  |               |  |  | A1         | Kanada                           | 5          |  |    |                  |                                  |                  |
|  | A4            | Olympische Athleten aus Russland | 6             |  |  | A4         | Olympische Athleten aus Russland | 0          |  |    |                  |                                  |                  |
|  | B1            | Schweiz                          | 2             |  |  |            |                                  |            |  | A1 | Kanada           | 2                                |                  |
|  |               |                                  |               |  |  |            |                                  |            |  | A2 | USA              | 3                                |                  |
|  |               |                                  |               |  |  | A2         | USA                              | 5          |  |    |                  |                                  |                  |
|  | A3            | Finnland                         | 7             |  |  | A3         | Finnland                         | 0          |  |    | Spiel um Platz 3 | Spiel um Platz 3                 | Spiel um Platz 3 |
|  | B2            | Schweden                         | 2             |  |  |            |                                  |            |  |    | A3               | Finnland                         | 3                |
|  |               |                                  |               |  |  |            |                                  |            |  |    | A4               | Olympische Athleten aus Russland | 2                |

### Viertelfinale
| 17. Februar 2018 12:10 Uhr (Ortszeit) | 17. Februar 2018 4:10 Uhr (MEZ) | Olympische Athleten aus Russland A. Schochina (7:22) W. Kulischowa (33:53) L. Ganejewa (38:53) J. Dergatschowa (47:36) A. Schochina (53:25) O. Sossina (59:08) | 6:2 (1:0, 2:2, 3:0) Spielbericht | Schweiz A. Müller (20:48) L. Stalder (31:47) | Kwandong Hockey Centre, Gangneung Zuschauer: 3.903 |

| 17. Februar 2018 16:40 Uhr | 17. Februar 2018 8:40 Uhr | Finnland P. Nieminen (6:12) R. Välilä (11:32) S. Tapani (17:44) M. Karvinen (27:14) R. Välilä (29:29) E. Nuutinen (44:35) S. Hakala (57:47) | 7:2 (3:0, 2:2, 2:0) Spielbericht | Schweden E. Nordin (28:53) R. Stenberg (39:12) | Kwandong Hockey Centre, Gangneung Zuschauer: 3.803 |

### Halbfinale
| 19. Februar 2018 13:10 Uhr | 19. Februar 2018 5:10 Uhr | USA G. Marvin (2:25) D. Cameranesi (18:38) J. Lamoureux-Davidson (33:21) H. Knight (33:55) D. Cameranesi (40:45) | 5:0 (2:0, 2:0, 1:0) Spielbericht | Finnland | Gangneung Hockey Centre, Gangneung Zuschauer: 5.173 |

| 19. Februar 2018 21:10 Uhr | 19. Februar 2018 13:10 Uhr | Kanada J. Wakefield (1:50) M.-P. Poulin (23:10) J. Wakefield (41:59) E. Clark (42:30) R. Johnston (54:08) | 5:0 (1:0, 1:0, 3:0) Spielbericht | Olympische Athleten aus Russland | Gangneung Hockey Centre, Gangneung Zuschauer: 3.396 |

### Spiel um Platz 3
| 21. Februar 2018 16:40 Uhr | 21. Februar 2018 8:40 Uhr | Finnland P. Nieminen (2:23) S. Tapani (20:10) L. Välimäki (32:18) | 3:2 (1:0, 2:1, 0:1) Spielbericht | Olympische Athleten aus Russland O. Sossina (22:40) L. Beljakowa (46:03) | Kwandong Hockey Centre, Gangneung Zuschauer: 3.217 |

### Finale
| 22. Februar 2018 13:10 Uhr | 22. Februar 2018 5:10 Uhr | Kanada H. Irwin (22:00) M.-P. Poulin (26:55) | 2:3 n. P. (0:1, 2:0, 0:1, 0:0, 0:1) Spielbericht | USA H. Knight (19:34) M. Lamoureux-Morando (53:39) J. Lamoureux-Davidson (PS) | Gangneung Hockey Centre, Gangneung Zuschauer: 4.467 |

## Platzierungsrunde
|  | Platzierungsrunde Plätze 5–8 | Platzierungsrunde Plätze 5–8 | Platzierungsrunde Plätze 5–8 |                  |  | Spiel um Platz 5 | Spiel um Platz 5 | Spiel um Platz 5 |
|  |                              |                              |                              |                  |  |                  |                  |                  |
|  |                              |                              |                              |                  |  |                  |                  |                  |
|  | B1                           | Schweiz                      | 2                            |                  |  |                  |                  |                  |
|  | B4                           | Korea                        | 0                            |                  |  | B1               | Schweiz          | 1                |
|  |                              |                              |                              |                  |  | B3               | Japan            | 0                |
|  |                              |                              |                              |                  |  |                  |                  |                  |
|  |                              |                              |                              | Spiel um Platz 7 |  |                  |                  |                  |
|  | B2                           | Schweden                     | 1                            |                  |  |                  |                  |                  |
|  | B3                           | Japan                        | 2                            |                  |  | B2               | Schweden         | 6                |
|  |                              |                              |                              |                  |  | B4               | Korea            | 1                |
|  |                              |                              |                              |                  |  |                  |                  |                  |

| 18. Februar 2018 12:10 Uhr (Ortszeit) | 18. Februar 2018 4:10 Uhr (MEZ) | Schweiz S. Zollinger (16:35) E. Raselli (38:52) | 2:0 (1:0, 1:0, 0:0) Spielbericht | Korea | Kwandong Hockey Centre, Gangneung Zuschauer: 3.811 |

| 18. Februar 2018 16:40 Uhr | 18. Februar 2018 8:40 Uhr | Schweden L. Johansson (26:25) | 1:2 n. V. (0:0, 1:1, 0:0, 0:1) Spielbericht | Japan S. Koike (21:43) A. Toko (63:16) | Kwandong Hockey Centre, Gangneung Zuschauer: 3.554 |

### Spiel um Platz 7
| 20. Februar 2018 12:10 Uhr | 20. Februar 2018 4:10 Uhr | Schweden S. Küller (5:50) E. Alasalmi (19:37) E. Grahm (36:27) A. Svedin (43:05) F. Rask (49:31) L. Johansson (57:19) | 6:1 (2:1, 1:0, 3:0) Spielbericht | Korea Han S.-j. (6:21) | Kwandong Hockey Centre, Gangneung Zuschauer: 4.125 |

### Spiel um Platz 5
| 20. Februar 2018 16:40 Uhr | 20. Februar 2018 8:40 Uhr | Schweiz E. Raselli (3:19) | 1:0 (1:0, 0:0, 0:0) Spielbericht | Japan | Kwandong Hockey Centre, Gangneung Zuschauer: 3.958 |

## Statistik

### Beste Scorerinnen
Abkürzungen: Sp = Spiele, T = Tore, V = Vorlagen, Pkt = Punkte, +/− = Plus/Minus, SM = Strafminuten; Fett: Turnierbestwert
| Spieler                     | Team     | Sp | T | V | Pkt | SM | +/− |
| --------------------------- | -------- | -- | - | - | --- | -- | --- |
| Alina Müller                | Schweiz  | 6  | 7 | 3 | 10  | 4  | +5  |
| Christine Meier             | Schweiz  | 6  | 0 | 8 | 8   | 0  | +4  |
| Mélodie Daoust              | Kanada   | 5  | 3 | 4 | 7   | 2  | +7  |
| Marie-Philip Poulin         | Kanada   | 5  | 3 | 3 | 6   | 8  | +5  |
| Michelle Karvinen           | Finnland | 6  | 3 | 3 | 6   | 2  | −1  |
| Lara Stalder                | Schweiz  | 6  | 3 | 3 | 6   | 4  | +3  |
| Fanny Rask                  | Schweden | 6  | 2 | 5 | 6   | 0  | +4  |
| Jocelyne Lamoureux-Davidson | USA      | 5  | 4 | 1 | 5   | 0  | +3  |
| Riikka Välilä               | Finnland | 6  | 4 | 1 | 5   | 0  | −2  |
| Dani Cameranesi             | USA      | 5  | 3 | 2 | 5   | 0  | +1  |
| Rebecca Johnston            | Kanada   | 5  | 3 | 2 | 5   | 2  | +2  |

### Beste Torhüterinnen
Abkürzungen:  Sp = Spiele, Min = Eiszeit (in Minuten), SaT = Schüsse aufs Tor, GT = Gegentore, SO = Shutouts, GAA = Gegentorschnitt, Sv% = Fangquote; Fett:  Turnierbestwert
| Spieler            | Team     | Sp | Min    | SaT | GT | SO | GTS  | Sv%   |
| ------------------ | -------- | -- | ------ | --- | -- | -- | ---- | ----- |
| Shannon Szabados   | Kanada   | 3  | 200:00 | 79  | 4  | 1  | 1,20 | 94,94 |
| Maddie Rooney      | USA      | 4  | 258:56 | 92  | 5  | 1  | 1,16 | 94,57 |
| Sara Grahn         | Schweden | 5  | 262:14 | 145 | 8  | 1  | 1,83 | 94,48 |
| Florence Schelling | Schweiz  | 5  | 298:19 | 120 | 7  | 2  | 1,41 | 94,17 |
| Nana Fujimoto      | Japan    | 4  | 236:30 | 87  | 7  | 0  | 1,78 | 91,95 |

## Abschlussplatzierungen
Die Platzierungen ergeben sich nach folgenden Kriterien:
- Plätze 1 bis 8: Ergebnisse des Hauptturniers
- Plätze 9 bis 14: Ergebnisse der Olympiaqualifikation, dritte Stufe (Gruppen C und D)
- Plätze 15 bis 20: Ergebnisse der Olympiaqualifikation, zweite Stufe (Gruppen E und F)
- Plätze 21 bis 26: Ergebnisse der Olympiaqualifikation, erste Stufe (Gruppen G und H)
- Plätze 27 bis 28: Ergebnisse der Olympiavorqualifikation

| Rang | Nation                           |
| ---- | -------------------------------- |
| 1    | USA                              |
| 2    | Kanada                           |
| 3    | Finnland                         |
| 4    | Olympische Athleten aus Russland |
| 5    | Schweiz                          |
| 6    | Japan                            |
| 7    | Schweden                         |
| 8    | Korea                            |

| Rang | Nation      |
| ---- | ----------- |
| 09   | Tschechien  |
| 10   | Deutschland |
| 11   | Frankreich  |
| 12   | Norwegen    |
| 13   | Dänemark    |
| 14   | Österreich  |

| Rang | Nation              |
| ---- | ------------------- |
| 15   | Italien             |
| 16   | Ungarn              |
| 17   | Slowakei            |
| 18   | Lettland            |
| 19   | Volksrepublik China |
| 20   | Kasachstan          |

| Rang | Nation         |
| ---- | -------------- |
| 21   | Niederlande    |
| 22   | Polen          |
| 23   | Spanien        |
| 24   | Großbritannien |
| 25   | Mexiko         |
| 26   | Slowenien      |
| 27   | Türkei         |
| 28   | Hongkong       |

## Medaillengewinnerinnen
| Olympiasieger USA | Cayla Barnes, Kacey Bellamy, Hannah Brandt, Dani Cameranesi, Kendall Coyne, Brianna Decker, Meghan Duggan, Kali Flanagan, Nicole Hensley, Megan Keller, Amanda Kessel, Hilary Knight, Jocelyne Lamoureux-Davidson, Monique Lamoureux-Morando, Gigi Marvin, Sidney Morin, Kelly Pannek, Amanda Pelkey, Emily Pfalzer, Alex Rigsby, Maddie Rooney, Haley Skarupa, Lee Stecklein Trainer: Robb Stauber |

| Silber Kanada | Meghan Agosta, Bailey Bram, Emily Clark, Mélodie Daoust, Ann-Renée Desbiens, Renata Fast, Laura Fortino, Haley Irwin, Brianne Jenner, Rebecca Johnston, Geneviève Lacasse, Brigette Lacquette, Jocelyne Larocque, Meaghan Mikkelson, Sarah Nurse, Marie-Philip Poulin, Lauriane Rougeau, Jillian Saulnier, Natalie Spooner, Laura Stacey, Shannon Szabados, Blayre Turnbull, Jennifer Wakefield Trainerin: Laura Schuler |

| Bronze Finnland | Sanni Hakala, Jenni Hiirikoski, Venla Hovi, Mira Jalosuo, Michelle Karvinen, Rosa Lindstedt, Petra Nieminen, Tanja Niskanen, Emma Nuutinen, Isa Rahunen, Meeri Räisänen, Annina Rajahuhta, Noora Räty, Saila Saari, Sara Säkkinen, Ronja Savolainen, Eveliina Suonpää, Susanna Tapani, Noora Tulus, Minnamari Tuominen, Riikka Välilä, Linda Välimäki, Ella Viitasuo Trainer: Pasi Mustonen |

## Auszeichnungen
Spielertrophäen
| Auszeichnung          | Spieler          | Team     |
| --------------------- | ---------------- | -------- |
| Beste Torhüterin      | Shannon Szabados | Kanada   |
| Beste Verteidigerin   | Jenni Hiirikoski | Finnland |
| Beste Stürmerin       | Alina Müller     | Schweiz  |
| Wertvollste Spielerin | Mélodie Daoust   | Kanada   |

All-Star-Team
| Angriff:      | Mélodie Daoust – Jocelyne Lamoureux-Davidson – Alina Müller |
| Verteidigung: | Jenni Hiirikoski – Laura Fortino                            |
| Tor:          | Noora Räty                                                  |